# Chorizococcus sorghi
Chorizococcus sorghi är en insektsart som beskrevs av Williams 1970. Chorizococcus sorghi ingår i släktet Chorizococcus och familjen ullsköldlöss. Inga underarter finns listade i Catalogue of Life.